# Star Castle
Star Castle est un jeu vidéo de type shoot 'em up développé et édité par Cinematronics en 1980 sur borne d'arcade. Le jeu est porté en 1983 sur Vectrex,,.

## Postérité
Star Castle est porté par Howard Scott Warshaw sur la console Atari 2600 Cependant, les limitations techniques de la plate-forme de jeu ne lui permettent pas d'envisager un portage fidèle, il opte donc pour une adaptation. Ce projet nommé Time Freeze devient rapidement le jeu Yars' Revenge, édité en 1981, un grand succès pour Atari,,.
Une borne d'arcade Star Castle apparaît dans la série télévisée Columbo en 1989 dans l'épisode Ombres et Lumières (Murder, Smoke and Shadows) aux côtés du jeu vidéo Joust.